# Johannes Baazius der Jüngere

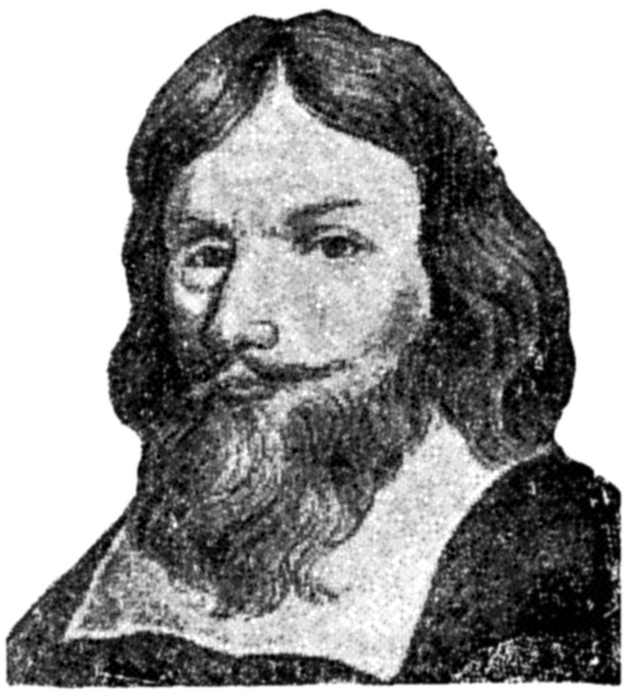

Johannes Baazius d. J. (* 13. Juli 1626 in Jönköping; † 12. Mai 1681 in Stockholm) war ein schwedischer lutherischer Theologe und Erzbischof von Uppsala.

## Leben
Baazius, ein Sohn des Theologen und späteren Bischofs von Växjö Johannes Baazius d. Ä., studierte an den Universitäten Dorpat, Uppsala, Königsberg und Greifswald. Ab 1653 arbeitete er als Hofprediger bei Königin Christina und deren Nachfolger Karl X. Gustav sowie ab 1659 als Pfarrer in Vingåker. 1667 wurde er Bischof im Bistum Växjö und 1673 im Bistum Skara. 1675 wurde er zum Dr. theol. promoviert. Im Mai 1677 zum Erzbischof von Uppsala ernannt, amtierte er bis zu seinem Tod als höchster Würdenträger der Schwedischen Kirche. Bei den Reichstagen von 1678 und 1680 amtierte er als Sprecher des Pfarrerstandes. Er genoss das besondere Vertrauen von König Karl XI. und starb während eines Besuchs am königlichen Hof.